# Wyspa Thurstona
Wyspa Thurstona (ang. Thurston Island) – wyspa na Oceanie Południowym, położona niedaleko zachodnich wybrzeży Antarktydy, na wysokości Ziemi Ellswortha. Powierzchnia wyspy wynosi 15,7 tys. km². Jej długość wynosi 215 km, a szerokość – 90 km. Wyspę oblewa od wschodu Morze Bellingshausena, od zachodu – Morze Amundsena. Od kontynentu Antarktydy oddziela ją cieśnina Peacock Sound, którą pokrywa Lodowiec Szelfowy Abbota. 
Wyspa została odkryta 27 lutego 1940 przez admirała Richarda E. Byrda. Nazwał ją na cześć W. Harrisa Thurstona, nowojorskiego przemysłowca, sponsora wypraw antarktycznych. Początkowo uznano ją za półwysep, a dopiero w 1960 odkryto, że jest wyspą.